# Bédar
Bédar é um município da Espanha na província de Almería, comunidade autónoma da Andaluzia, de área 46 km² com população de 1014 habitantes (2009) e densidade populacional de 22,04 hab./km².

## Demografia
| Variação demográfica do município entre 1991 e 2008 | Variação demográfica do município entre 1991 e 2008 | Variação demográfica do município entre 1991 e 2008 | Variação demográfica do município entre 1991 e 2008 | Variação demográfica do município entre 1991 e 2008 |
| --------------------------------------------------- | --------------------------------------------------- | --------------------------------------------------- | --------------------------------------------------- | --------------------------------------------------- |
| 1991                                                | 1996                                                | 2001                                                | 2004                                                | 2008                                                |
| 503                                                 | 552                                                 | 597                                                 | 732                                                 | 976                                                 |